# Косшокы (Карагандинская область)
Косшокы́ (каз. Қосшоқы, до 7 октября 1993 года — Ры́бинское) — упразднённое село в Бухар-Жырауском районе Карагандинской области Казахстана, входило в состав Акоринского сельского округа. 

## География
Населённый пункт располагался на востоке районе, на берегу озера Ащыколь (каз. Ащыкөл), в 16,1 километрах к югу от административного центра сельского округа села Акоре, в 86 километрах к востоку от районного центра посёлка Ботакара и в 148 километрах к востоку от областного центра города Караганда. Соседние населённые пункты: Акоре в 14,1 километрах к северу, Белагаш в 20,3 километрах к западу. Транспортное сообщение осуществлялось автомобильной дорогой областного значения КМ-11 «Шешенкара—Белагаш—Керней—Семизбуга км 0-80», с выходом на автодорогу республиканского значения Р-27 «Калкаман—Баянаул–Умуткер–Ботакара» в сторону Кернея. Высота центра населённого пункта — 631 метров над уровнем моря.

## История
Постановлением Пpезидиума Веpховного Совета Республики Казахстан от 7 октябpя 1993 года «Об упоpядочении тpанскрибиpования на pусском языке казахских топонимов, наименовании и пеpеименовании отдельных администpативно-теppитоpиальных единиц Республики Казахстан», село Рыбинское было переименовано в село Косшокы. Совместным постановлением акимата Карагандинской области от 7 декабря 2007 года № 27/05 и решением III сессии маслихата Карагандинской области от 14 декабря 2007 года № 47 «Об изменениях в административно-территориальном устройстве районов Карагандинской области», населённый пункт Косшокы был упразднён и исключен из учётных данных, поселение села было включено в состав административного центра сельского округа села Акоре.

## Население
| Численность населения | Численность населения |
| 1989                  | 1999                  |
| --------------------- | --------------------- |
| 204                   | ↘47                   |

национальный состав
Процентное соотношение численно-преобладающих национальностей села согласно переписи населения 1989 года:
| Национальность | Процентное соотношение |
| -------------- | ---------------------- |
| русские        | 36 %                   |
| казахи         | 26 %                   |
| другие         | 38 %                   |

персоналии
В селе родился Герой Социалистического Труда Алексей Любименко (род. 1927).